# 川中剪股颖
川中剪股颖（学名：Agrostis transmorrisonensis var. opienensis）为禾本科剪股颖属下的一个变种。